# Bundesautobahn 17
Die Bundesautobahn 17 (Abkürzung: BAB 17) – Kurzform: Autobahn 17 (Abkürzung: A 17) – führt von Dresden in südlicher Richtung zur tschechischen Grenze und ist seit dem 21. Dezember 2006 durchgängig befahrbar. Baubeginn der A 17 war 1998. Als D 8 führt die weitere Strecke auf tschechischer Seite bis Prag.
Da sie in einem Paneuropäischen Korridor (Europastraße 55) das Osterzgebirge auf Höhen bis mehr als 600 Metern überquert und im Ballungsraum Dresden am Südrand des Elbtalkessels dem regionalen Verkehr dienen soll, war der Bau der Autobahn sehr aufwendig und ist schon in der Nähe Dresdens durch zahlreiche Tunnel und Brücken geprägt. Die Gesamtstrecke von 45 km kostete circa 680 Millionen Euro, das sind 15,25 Millionen Euro pro Autobahnkilometer.
Um die europäische Dimension der Verbindung Prag – Dresden zu unterstreichen, wird die A 17/D 8 als Via Porta Bohemica (Straße der Böhmischen Pforte) bezeichnet.

## Verlauf

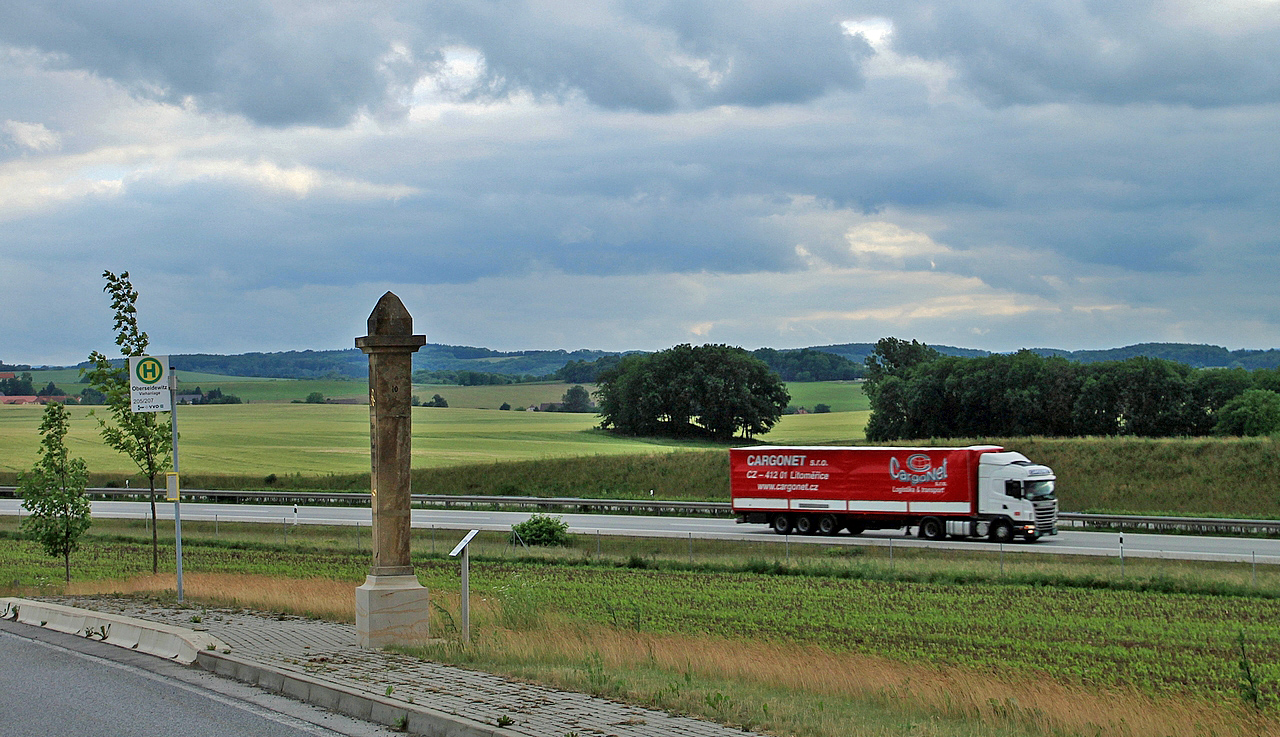
280 Jahre Verkehrsgeschichte: im Vordergrund ist die Halbmeilensäule Nr. 10 (1729) der Alten Dresden-Teplitzer Poststraße zu sehen, wenige Meter dahinter rollt der Schwerlastverkehr des 21. Jahrhunderts auf der A 17

Die Bundesautobahn 17 verläuft parallel zu einem historischen Erzgebirgspass. Sieht man davon ab, dass sie durch moderne Betonbrücken die Kerbtäler ohne enorme Höhenunterschiede quert, folgt sie dem Verlauf der Dresden-Teplitzer Poststraße und dem Kulmer Steig unmittelbar nach Überbrückung des Müglitztals in Dohna. Neben der Wirkung für den regionalen Straßenverkehr im Ballungsraum Dresden zwischen Pirna und Dresden, wählte man durch diese Trasse mit dem Nollendorfer Pass auch die niedrigste Erzgebirgsquerung in etwa 600 Meter Höhe.
Die Autobahn ist durchgehend wenigstens vierstreifig (plus Standstreifen) und hat einen Regelquerschnitt von 29,5 m, auf Großbrücken von 29,0 m.

## Geschichte

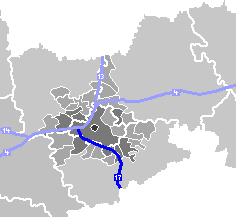
Trassenführung am Ballungsraum Dresden

Erste Planungen für die Verbindung Dresden–Prag stammen aus dem Jahr 1938 als „Strecke 72“. Bei Dresden wurde sowohl eine südwestliche Variante ähnlich der heutigen Streckenführung, als auch eine nordöstliche Variante über die Dresdner Heide und Pirna geplant. Letztere wurde 1940 beschlossen, zu konkreten Bauarbeiten kam es jedoch kriegsbedingt nicht mehr.
Basierend auf den Vorkriegsplanungen wurde in der DDR ab Ende der 1960er Jahre auch die Verbindung nach Prag wieder ins Auge gefasst. Ende der 1970er Jahre wurde eine südliche Trassenführung, ähnlich der heutigen, beschlossen. Über konkretisierte Planungen kam dieses Projekt, wohl auch aus Kostengründen, aber nicht hinaus.
Nach 1990 wurde von den Befürwortern argumentiert, dass der Bau aufgrund des angestiegenen Lkw-Verkehrs auf der Bundesstraße 170 immer dringender werde. Anknüpfend an die bestehenden Planungen wurden diverse Trassen westlich von Dresden konzipiert, von denen eine relativ stadtnahe Variante beschlossen wurde. Der Abschnitt von Pirna bis zur Staatsgrenze wurde aus Gründen des Landschaftsschutzes jedoch weiter westlich geplant, da die ursprüngliche Trassenführung die Nationalparkregion Sächsische Schweiz berührt hätte.
Der Name A 17 war Anfang der 1990er Jahre für eine andere Autobahn vorgesehen. Diese Bundesautobahn 17 sollte von Bautzen südöstlich nach Zittau und weiter nach Tschechien führen. Dort hätte sie Anschluss an die D 35 gehabt. Stattdessen wurde abschnittsweise die Verlängerung Bundesstraße 178 realisiert (Bundesstraße 178n). In Zittau war ein Dreieck mit der ebenfalls nicht gebauten Bundesautobahn 18 nach Cottbus vorgesehen. Die heutige A 17 nach Prag sollte als Teil der Bundesautobahn 13 geführt werden.

### Konflikte um den Bau

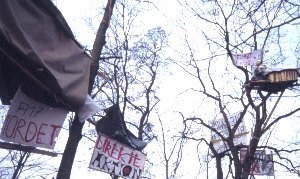
Im Zschonergrund bei Zöllmen gab es ab April 1997 ein ständig bewohntes Hüttendorf von Autobahngegnern, bestehend aus Holzhütten, Bauwagen, Barrikaden und Baumhütten. Das Hüttendorf wurde am 21. April 1999 von einem SEK der Polizei geräumt

Gegen den Bau der Autobahn formierte sich nach der Wende ein Netzwerk aus mehreren Bürgerinitiativen und Umweltschutzgruppen (unter anderem die Grüne Liga), während vor allem vom Bundestag, dem Bundesverkehrsministerium und dem sächsischen Kabinett das Projekt auf Drängen der Wirtschaft vorangetrieben wurde. Eine stadtschneidende Variante der A 17 wurde vom Dresdner Stadtrat mehrheitlich und wiederholt abgelehnt, da er unter anderem unvertretbare Lärm- und Luftbelastungen befürchtete. Auch der damalige Dresdner Oberbürgermeister Herbert Wagner (CDU) scheiterte mit seinem Veto.
Daraufhin wurde eine Bürgerinitiative für den Bau der A 17 gegründet, die gemeinsam mit Teilen der Dresdner CDU-Stadtspitze einen Bürgerentscheid für den Bau der A 17 initiierte. Am 5. November 1995 beteiligten sich an diesem Bürgerentscheid etwa 50 % der Dresdner Wahlberechtigten. Davon stimmten rund 2⁄3 für den Bau der stadtschneidenden Variante.
Wie sich erst später herausstellte, erhielt die Bürgerinitiative für die A 17 Unterstützung von dem Straßenbaulobbyverband GSV, der später behauptete: „Dieser Bürgerentscheid und die Beteiligung der GSV an seinem Ergebnis ist der eigentliche Kern des Erfolges, den die GSV für sich mit in Anspruch nehmen darf.“

### Schutzgebiete entlang der Trasse
Die Autobahn kreuzt oder berührt einige Gebiete, die unter dem Schutz der Fauna-Flora-Habitat-Richtlinie stehen, und musste auf Umweltverträglichkeit geprüft und entsprechend der gesetzlichen Auflagen umweltverträglich geplant werden. Diese Gebiete sind
- das „FFH-Gebiet 37E Täler von Vereinigter und Wilder Weißeritz“,
- das „FFH-Gebiet 179 Lockwitzgrund und Wilisch“ (Verträglichkeit durch tragwerkarme Brücke; siehe oben),
- das „FFH-Gebiet 180 Meuschaer Höhe“ (Verträglichkeit durch Grünbrücke über den Landschaftstunnel Meuschaer Höhe),
- das „FFH-Gebiet 85E Seidewitztal und Börnersdorfer Bach“ (Verträglichkeit durch Bogenbrücke ohne Stützen im Talgrund),
- das „FFH-Gebiet 181 Bahrebachtal“ (Verträglichkeit durch leichte Umgehung) und
- das „FFH-Gebiet 42E Mittelgebirgslandschaft um Oelsen“ (Verträglichkeit durch leichte Umgebung und möglichst kleine Berührung) unmittelbar an der Grenze zur Tschechischen Republik.

Weitere Konflikte gibt es bei der Streckenführung der anschließenden D 8 in Tschechien. Der geplante Streckenverlauf im Bereich des Böhmischen Mittelgebirges führt durch ein Naturschutzgebiet.

### Erster Bauabschnitt
Der erste Teil des ersten Bauabschnitts verläuft vom Autobahndreieck Dresden-West (A 4) bis zur Anschlussstelle Dresden-Gorbitz (B 173). Diese 3,6 Kilometer lange Strecke wurde ab August 1998 gebaut, am 8. Oktober 2001 freigegeben und kostete ungefähr 53,6 Millionen Euro. Der Zubringer nach Dresden, die Coventrystraße (B 173), wurde ab März 2007 vierspurig ausgebaut. Eine Ortsumfahrung für Kesselsdorf im Zuge der B 173 war von 2009 bis 2011 im Bau. Als Zubringer nach Freital wurde die Staatsstraße 36 verlegt und ausgebaut.
Der zweite Teil des ersten Bauabschnitts geht von der Anschlussstelle Dresden-Gorbitz (B 173) bis Dresden-Südvorstadt (B 170). Diese 8,8 km lange Strecke hat ungefähr 286 Millionen Euro gekostet. 87 % der Kosten entfielen auf die Tunnel-Brücke-Tunnel-Konstruktion über den Plauenschen Grund und die Weißeritz zwischen Dölzschen (Dölzschener Tunnel) und Coschütz (Coschützer Tunnel). Hier kostete ein Meter Tunnelröhre circa 40.000 Euro. Mit dem Bau dieses Teils wurde im Frühjahr 2000 begonnen. Ebenfalls auf diesem Streckenteil befindet sich der Tunnel Altfranken. Die Eröffnung dieses zweiten Teilstückes verschob sich nach einem Kabelbrand im Coschützer Tunnel von Oktober 2004 zum 22. Dezember 2004 hin. Bereits ab Herbst 2005 waren umfangreiche Reparaturarbeiten in den Tunneln notwendig, um Baumängel zu beseitigen.

### Zweiter Bauabschnitt

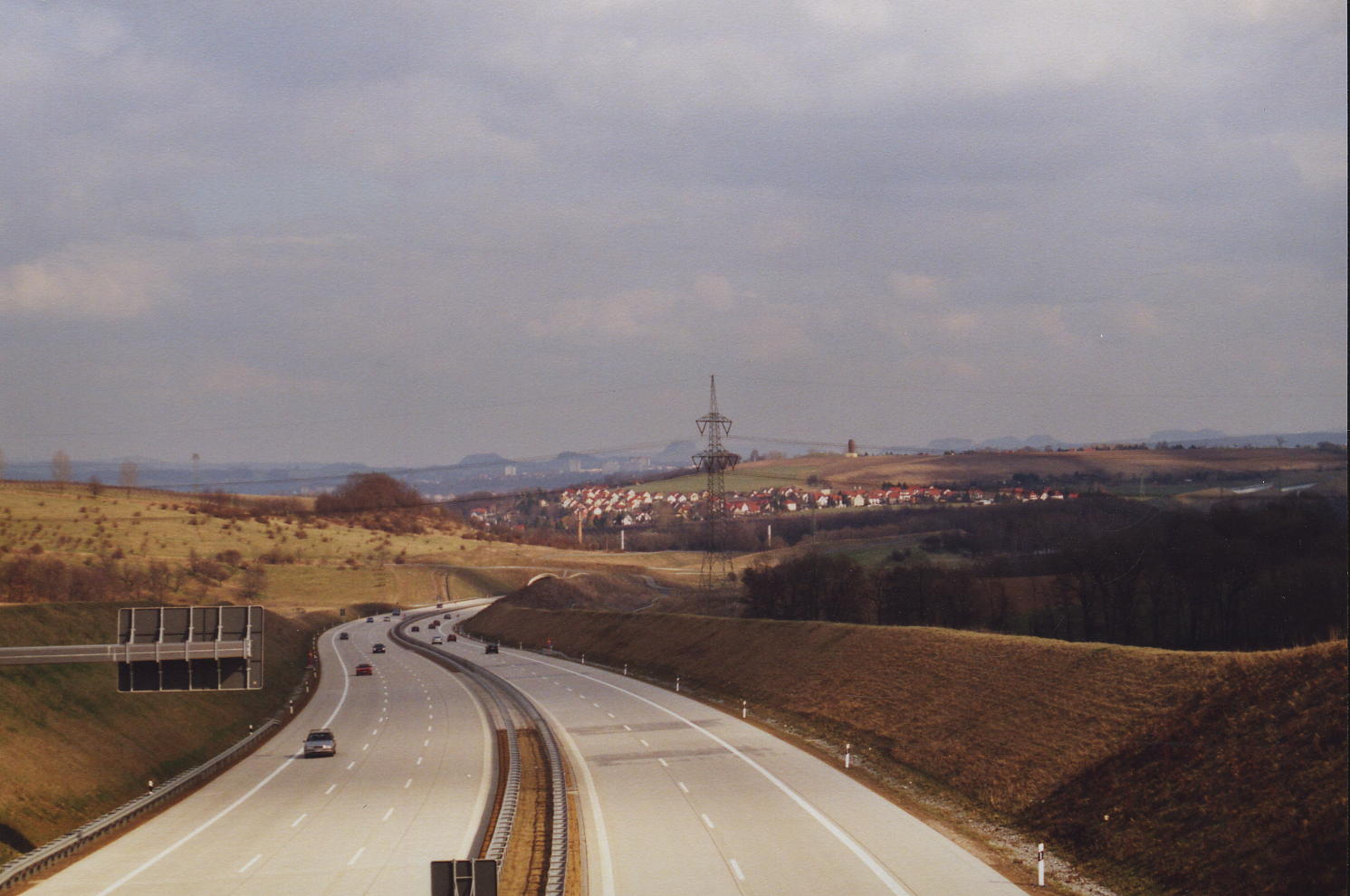
Die Autobahn zwischen den Anschlussstellen Heidenau und Pirna mit Blick in das Elbsandsteingebirge

Der erste Teil des zweiten Bauabschnitts geht von der Anschlussstelle (AS) Dresden-Südvorstadt (B 170) bis Dresden-Prohlis. Die drei Kilometer lange Strecke kostete 45 Millionen Euro und wurde bereits am 25. Oktober 2004 freigegeben, noch bevor der erste Bauabschnitt vollständig fertig war. Von der AS Dresden-Prohlis wurde ein neuer Zubringer zur damaligen B 172 gebaut, um Kauscha und Dresden-Nickern vom Verkehr zu entlasten. Diese Ortsumgehung führt als S 191 über Goppeln und Rippien bis zur B 170 in Bannewitz (Hänichen).
Das restliche Teilstück des zweiten Bauabschnitts von der Anschlussstelle Dresden-Prohlis bis Pirna ist 9,9 Kilometer lang und wurde am 22. Juli 2005 freigegeben. Die Baukosten betrugen 113 Millionen Euro. Zum Eröffnungstermin war nur die nördliche Seite der Lockwitztalbrücke fertiggestellt. Sie wurde am 13. Dezember 2005 beidseitig freigegeben. Von der AS Heidenau wurde ein Zubringer gebaut, einerseits zur B 172 und 2007 auch andererseits zwischen Borthen und Röhrsdorf hindurch und weiter in Richtung Wittgensdorf. Die AS Pirna befindet sich in der Nähe von Dohna, von dort wurde die B 172a vierspurig nach Pirna gebaut.

### Dritter Bauabschnitt
Von der Anschlussstelle Pirna bis zur tschechischen Grenze sind es 19,3 Kilometer. Der Bau wurde am 8. Dezember 2004 offiziell begonnen, wobei die Arbeiten an den Brücken schon seit dem Frühjahr 2004 liefen. Er kostete etwa 154 Millionen Euro. Am 21. Dezember 2006 wurde die Autobahn von Dresden bis zur Grenze und auf tschechischer Seite die Fortsetzung als D 8 bis Ústí nad Labem für den Verkehr freigegeben.

## Bauwerke

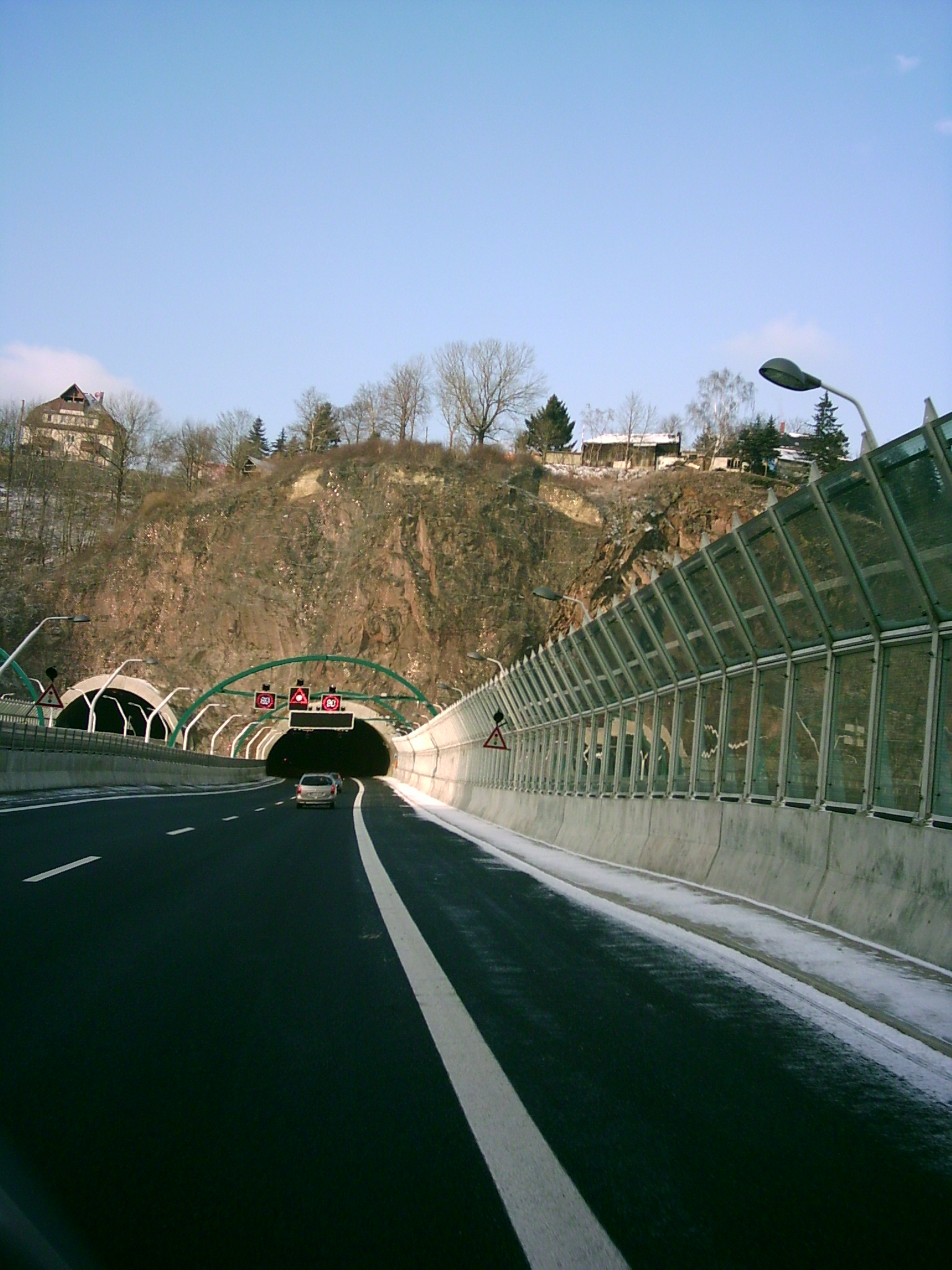
Tunnel Dölzschen

### Tunnel Altfranken
Der Landschaftstunnel Altfranken befindet sich in Höhe von Dresden-Altfranken. Dort führt die Autobahn unter dem Schlosspark („Luckner-Park“) entlang. Die Biotopverbindung entstand zwischen 2000 und 2004 in offener Bauweise. Bei einer Länge von 345 m weist die Unterquerung zwei Röhren mit zwei Fahrstreifen in östlicher sowie drei in westlicher Richtung auf.

### Dölzschener Tunnel
Der Dölzschener Tunnel besteht aus zwei Röhren und unterquert den Dresdner Stadtteil Dölzschen auf 1070 m Länge. Da er in westliche Richtung leicht ansteigt, ist die nördliche Fahrbahn dreispurig ausgelegt, besitzt aber keinen Standstreifen. Der Tunnel wurde im bergmännischen Vortrieb nach der „Neuen Österreichischen Tunnelbauweise“ gebaut.

### Tunnel Coschütz
Der Coschützer Tunnel ist der längste Tunnel der A 17 und unterquert den Dresdner Stadtteil Coschütz. Die zwei Röhren des Tunnels mit je zwei Fahrstreifen und einem Standstreifen sind 2332 m lang. Auch er wurde nach der „Neuen Österreichischen Tunnelbauweise“ gebaut. Der Tunnel Coschütz ist mit dem Tunnel Dölzschen über die Weißeritztalbrücke im Plauenschen Grund verbunden.

### Lockwitztalbrücke

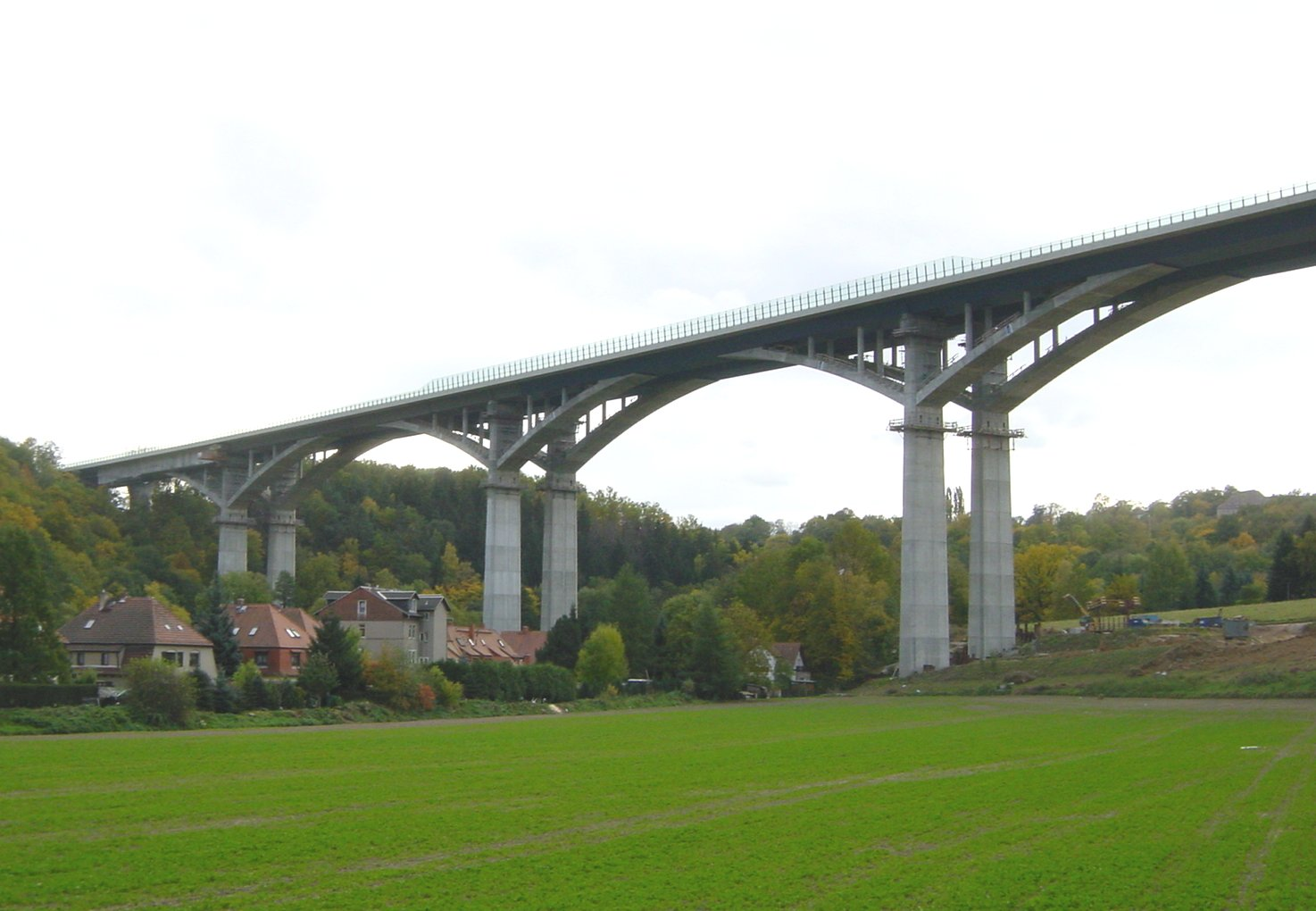
Lockwitztalbrücke am südlichen Stadtrand von Dresden

Die Lockwitztalbrücke ist das höchste und längste Brückenbauwerk der A 17. Sie ist 723 Meter lang und überspannt den Talgrund in bis zu 64 Metern Höhe am südlichen Stadtrand Dresdens. Die Brücke hat Spannweiten von bis zu 125 Metern und ist gekennzeichnet durch eine neuartige Konstruktionsform mit bogenförmigen Schrägstreben aus Stahlbeton. Damit wurde erreicht, dass aus Rücksicht auf ein Fauna-Flora-Habitat im Tal die Anzahl der Pfeiler auf acht begrenzt werden konnte. Zudem hat die Brücke einen Kurvenradius von 2500 Metern; der Kreismittelpunkt liegt nördlich der Brücke. Sie wurde im Dezember 2005 fertiggestellt.

### Seidewitztalbrücke

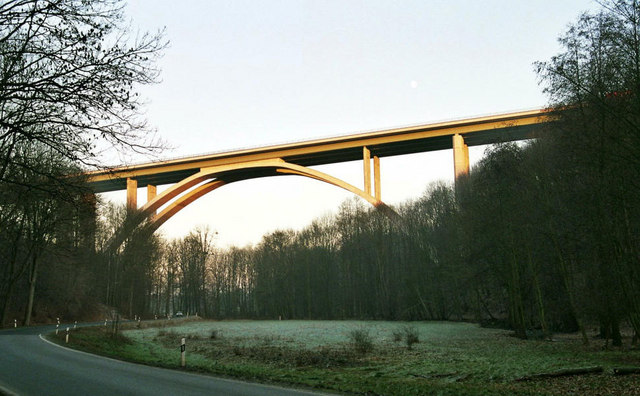
Seidewitztalbrücke

Die Seidewitztalbrücke überspannt das gleichnamige Tal bei Pirna auf einer Länge von 568 Metern. Sie ist mit 154 Metern Bogenspannweite die größte Bogenbrücke Sachsens und hat eine Höhe von bis zu 55 Metern über Grund. Der massive Bogen in Parabelform wurde im abgespannten Freivorbau errichtet. Die Brücke wurde 2006 fertiggestellt.

### Grenzübergang
Die Grenzübergangsstelle der Autobahn 17 nach Tschechien hieß Breitenau-Krásný Les/Schönwald. Sie lag etwa 4,7 km von der tatsächlichen Grenze entfernt auf der deutschen Seite bei Börnersdorf-Breitenau und war von Beginn an sehr einfach ausgestattet, da beim Bau bereits absehbar war, dass die Personenkontrollen durch den Beitritt Tschechiens zum Schengener Abkommen am 21. Dezember 2007 – exakt ein Jahr nach der Eröffnung des Grenzübergangs – wegfallen würden. Das Gelände der Grenzübergangsstelle wurde dann zu einem Parkplatz umgebaut. Außerdem wurde in Petrovice/Peterswald ein deutsch-tschechisches Polizeizentrum eröffnet.
In unmittelbarer Grenznähe befindet sich die 282 Meter lange Nasenbachtalbrücke, an die unmittelbar der 300 Meter lange Landschaftstunnel Harthe angrenzt. Die direkt folgende, 412 Meter lange Grenzbrücke über den Schönwalder Bach wurde von Tschechien gebaut und überquert die deutsch-tschechische Grenze. Die Straße erreicht auf tschechischer Seite am Hang des 723 Meter hohen Špičák (Sattelberg) den höchsten Punkt der Autobahnverbindung bei etwa 650 Metern über NN. Kurz nach dem Beginn des Tunnels Panenská wenige Meter hinter der Anschlussstelle Petrovice wird ferner die Erzgebirgische Kammwasserscheide, eine untergeordnete Wasserscheide zwischen den Einzugsgebieten der in Böhmen und in Sachsen in die Elbe mündenden Gewässer, unterquert.